# Coharies
Les Coharies sont une tribu amérindienne apparentée aux Neusiok, vivant principalement dans les comtés de Sampson et de Harnett en Caroline du Nord, sur la rivière Little Coharie.